# Testamentet (roman av Laura Trenter)
Testamentet är en ungdomsdeckare skriven av Laura Trenter, med bilder av Katrin Jakobsen. Boken gavs ut 2007.

## Handling
Greta ska till Normandie till ett slott i en vecka där Vincent bor, med honom hade hon en romans för länge sedan, men nu har Vincent dött och ska därför på hans begravning. Hon får ta med sig två vänner och väljer därför att ta med sig Gilbert och Linn. Gilbert och Linn tycker det känns konstigt att begrava en människa de aldrig har träffat. Men en av alla gästerna på slottet ska få ärva hans slott, så i slutet av veckan ska hans advokat läsa upp hans testamente.  Och på slottet händer en massa mystiska saker. Vem är tjejen på Gilberts dator som bara flaschar förbi på skärmen, vem dukar fram frukosten när man aldrig ser de som ställer i ordning den? Vad kommer alla bilderna ifrån? Vem skriver alla breven?